# Castello di Medole
Il castello di Medole è un'antica roccaforte risalente al X secolo situata nel centro storico di Medole, in provincia di Mantova, che conserva inalterato l'originario impianto urbanistico, oltre ad alcuni edifici e opere difensive, tra cui la torre civica, compresi nell'attuale piazza Castello.

## Storia

### Il Medioevo
La torre scudata è la più imponente costruzione militare integra, rimasta dell'antico castello di Medole, presumibilmente costruito verso la metà del X secolo, durante il periodo dell'anarchia feudale, allo scopo di difendere l'abitato dalle incursioni degli Ungari. Il primo documento che lo cita è un atto di donazione del Conte Bonifacio di Verona, del 1020.
All'epoca il castello comprendeva gli alloggi degli armigeri, dei funzionari e delle loro famiglie, le scuderie, la cappella dei santi Fedele e Giusto, il torrione circolare nell'angolo sud-est, oltre alle abitazioni dei villani, poste in centro su due schiere parallele. A difendere la cinta muraria il fossato perimetrale esterno che offriva unico accesso mediante il ponte levatoio posizionato nella rocca centrale al lato nord, ora torre civica.
Successivamente, come riportato da una bolla di Papa Alessandro II del 1072, si apprende che il castello era divenuto proprietà del conte Uberto di Parma, cugino della grancontessa Matilde di Canossa, il quale nel 1090 donò la cappella interna dedicata a San Giusto ai Benedettini clunacensi del Polirone.

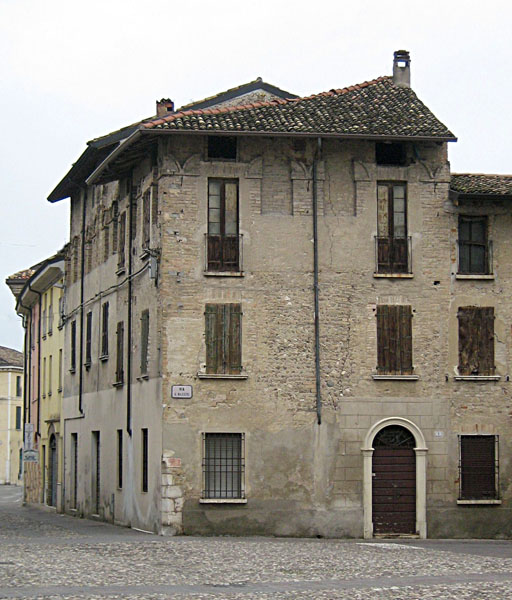
Medole, Quartiere militare esterno con merlature ghibelline di epoca federiciana

Durante la lotta tra papato e impero dell'era Federiciana, il castello fu una delle roccaforti dell'alleato imperiale Ezzelino da Romano. È di quell'epoca il nuovo quartiere militare esterno", prospiciente il ponte levatoio, nelle cui mura perimetrali sono tuttora leggibili le forme primigenie con merlatura ghibellina.
Dopo la sconfitta di Ezzelino, nella Battaglia di Cassano d'Adda del 1259, il castello Medole passò rapidamente sotto vari domini, seguendo le alterne vicende che caratterizzarono il nord Italia nel bellicoso periodo tra la seconda metà del XIII secolo e la fine del XIV. Fu dominio dei Visconti, scalzati dagli Scaligeri e poi nuovamente dei Visconti, forse intervallati da un breve protettorato della Repubblica di Venezia.
Agli albori del XV secolo, il castello e il territorio di Medole vennero ceduti dai Visconti ai Gonzaga, probabilmente in ricompensa all'appoggio ricevuto nella Battaglia di Casalecchio e degli altri servigi resi dall'alleato mantovano. L'atto di cessione tra la duchessa di Milano Caterina Visconti, vedova di Gian Galeazzo, e il capitano di ventura Francesco Gonzaga fu perfezionato nel 1404.

### L'Età moderna

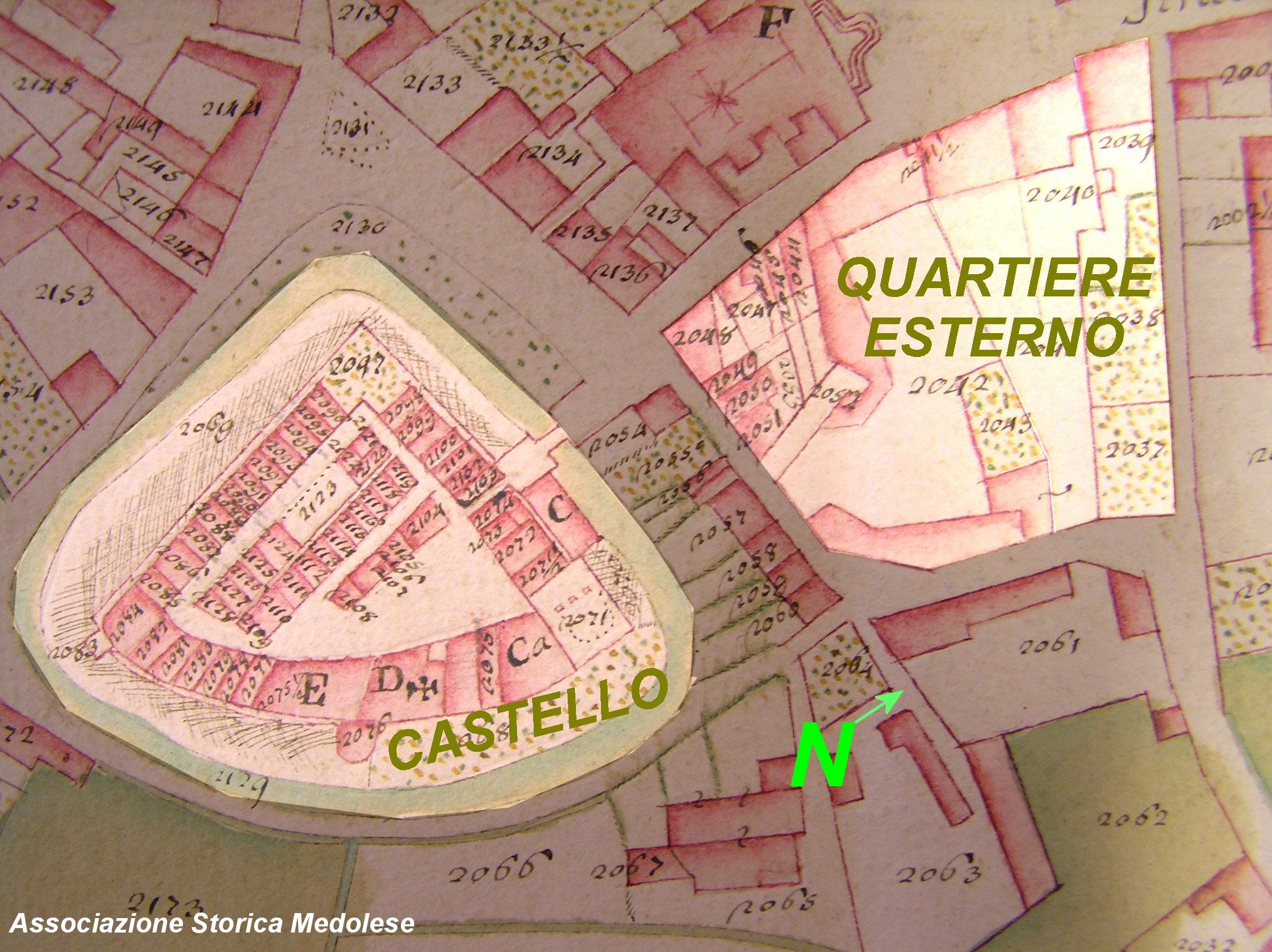
Estratto di mappa del 1777, con evidenziati gli antichi perimetri del castello e del quartiere militare.

Il casato dei Gonzaga, decise di ristrutturare il castello di Medole, all'inizio del XVI secolo, rinforzando le mura e costruendo l'avancorpo della torre con l'adiacente ampliamento del quartiere militare, sul cui ingresso è ancora visibile l'arme gentilizio del conte Evangelista Melone, probabile stretto parente del più celebre condottiero cremonese Antonio Melone, ingegnere militare e colonnello al servizio di Ferrante Gonzaga, al tempo viceré in Sicilia di Carlo V.
Fu nella rocca così fortificata e ristrutturata che, il 28 giugno 1543, l'imperatore Carlo V incontrò il fidato Ferrante Gonzaga, il cardinale Ercole Gonzaga e Margherita Paleologa, per legittimare al figlio di quest'ultima, il decenne Francesco, la duplice investitura nei titoli di Duca di Mantova e Marchese del Monferrato, oltre a statuire le sue future nozze con Caterina, nipote dell'imperatore, confermando quanto era stato concordato con la famiglia Gonzaga durante le trattative dei giorni precedenti, svoltesi nel Castello di Canneto sull'Oglio.

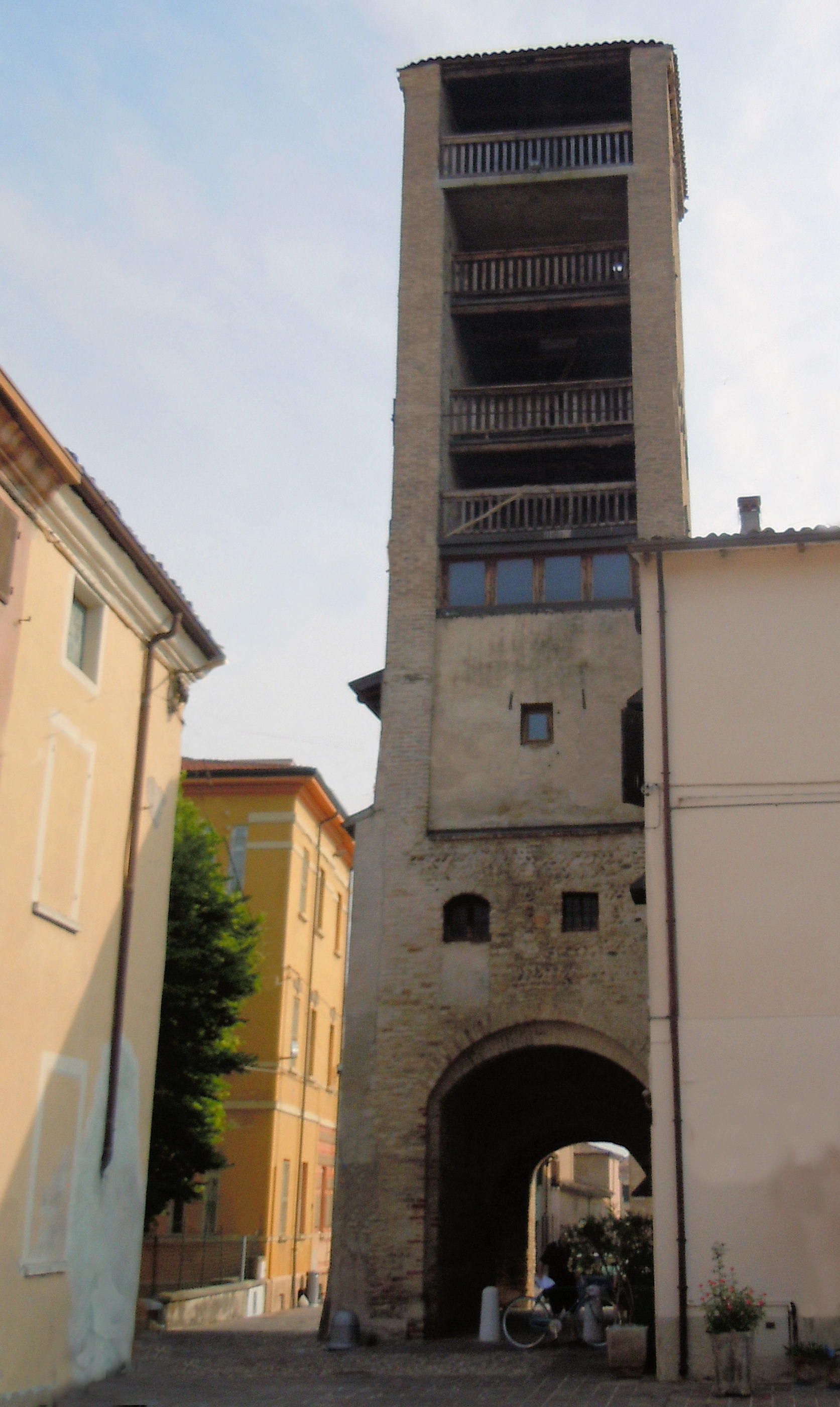
Medole, torre civica scudata, lato sud

Nel 1629 le mura del castello di Medole offrirono un provvidenziale riparo alla cittadinanza durante la calata dei 36.000 Lanzichenecchi, inviati all'assedio di Mantova, senza tuttavia poter fermare il contagio della peste, portata dalle truppe di Albrecht von Wallenstein, che l'anno successivo decimò la popolazione.
Durante la prima fase Guerra di successione spagnola, tra il finire del XVII secolo e l'inizio del XVIII, il castello di Medole fu vicendevolmente occupato sia dalle truppe imperiali, sia dagli avversari gallispani, con i quali l'ultimo duca di Mantova Ferdinando Carlo si era imprudentemente alleato. Nel 1706 la fortezza venne occupata, in rapida successione, dal principe Federico d'Assia-Cassel, futuro Re di Svezia, e dal Conte Médavy, le cui truppe si diedero battaglia nella piana di Medole, l'8 settembre di quello stesso anno.
In seguito alla destituzione del duca Ferdinando Carlo, decisa dalla Dieta imperiale di Ratisbona, i territori del ducato di Mantova e del marchesato del Monferrato furono separati, gli uni assorbiti dall'Impero austriaco e i secondi conferiti al Ducato di Savoia con il Trattato di Utrecht del 1713.
Dato il nuovo assetto politico, che aveva stabilmente inserito Medole nei territori imperiali, venne meno l'utilità difensiva della guarnigione e delle mura del castello che, nel corso del XVIII secolo, furono parzialmente demolite e sostituite da costruzioni civili, poggianti sulla porzione inferiore delle mura stesse. Anche l'avancorpo della torre fu modificato ad "uso civile", ingentilendolo con un frontale tardo barocco ed eliminando il ponte levatoio, sostituito con un ponte in muratura, in modo da dare libero accesso, pedonale e carrabile, alla piccola piazza d'armi, ora piazza Castello. A sostituire la meridiana sulla rocca, fu inserito un orologio meccanico.

### L'età contemporanea

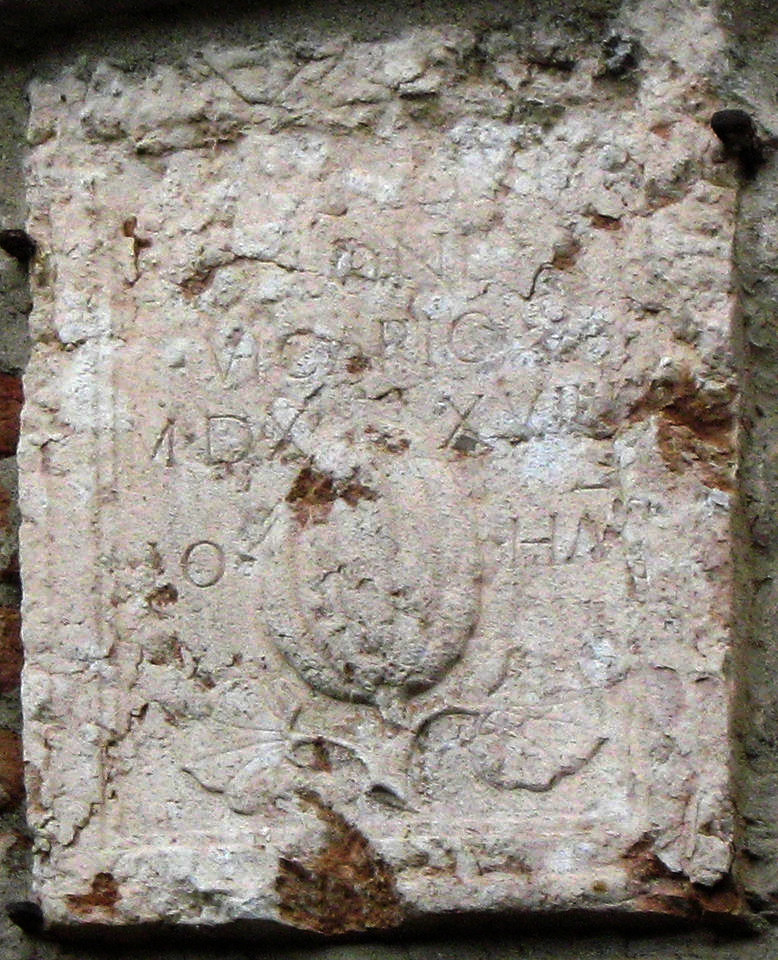
Stemma del conte Melone, sul fianco della torre civica, datato 1529

Nella seconda metà del XIX secolo la sconsacrata e pericolante cappella del castello venne demolita e al suo posto fu costruito un piccolo teatro privato, edificato a spese delle locali famiglie nobili o notabili. Tale costruzione fu demolita nel 1946 per dare spazio al più ampio teatro comunale che ora comprende anche la zona del torrione sud-est, utilizzandolo come fondamenta.
L'ultimo tratto del fossato perimetrale fu interrato nel 1911, al fine di consentire la costruzione delle scuole pubbliche. Nella prima metà degli anni ottanta, l'Amministrazione comunale operò un importante restauro conservativo delle strutture della torre, dell'avantorre e dell'annesso quartiere, ricavandone un complesso multifunzionale, denominato Torre civica, ora destinato ad area espositiva per la civica raccolta d'arte, oltre alla sala convegni e mostre.
Davvero sorprendente è la sopravvivenza dell'antico nucleo abitativo a doppia schiera interno al castello che, costantemente abitato e progressivamente manutenuto, è giunto fino ai nostri giorni nello stesso impianto e con le millenarie strutture murarie d'origine.